# Vanderlei Cordeiro de Lima
Vanderlei Cordeiro de Lima (Cruzeiro do Oeste, Paraná, Brazil, 11. kolovoza 1969.) - brazilski maratonac. 
Osvojio je brončanu medalju u maratonu na Olimpijskim igrama u Ateni 2004. godine. Pobjednik je tokijskoga maratona 1996. godine s rezultatom 2:08:38 te maratona u Reimsu 1994., São Paulu 2002., Hamburgu 2004. i dr.
Na Olimpijskim igrama u Atlanti 1996., zauzeo je 47. mjesto, a na Olimpijskom maratonu u Sydneyu 2000. bio je 75. Dva puta bio je prvak Panameričkih igri (1999., 2003).
Na OI 2004. u Ateni, mogao je postati prvi olimpijski prvak u maratonu za Brazil, ali na 35.-tom kilometru napao ga je bivši svećenik Cornelius Horan. Kao rezultat napada, izgubio je dragocjeno vrijeme i osvojio samo broncu. Na završnoj svečanosti igara dobio je počasnu Medalju Pierrea de Coubertina, te kasnije medalju Brazilskoga olimpijskoga odbora.
Pripala mu je čast, da upali olimpijski plamen na OI 2016. u Rio de Janeiru.